# Religia în Estonia
Religia în Estonia (2011)
     Nereligioși (54,14%)
     Nedeclarați (16,55%)
     Ortodocși (16,15%)
     Luterani (9,91%)
     Alte religii (3,25%)

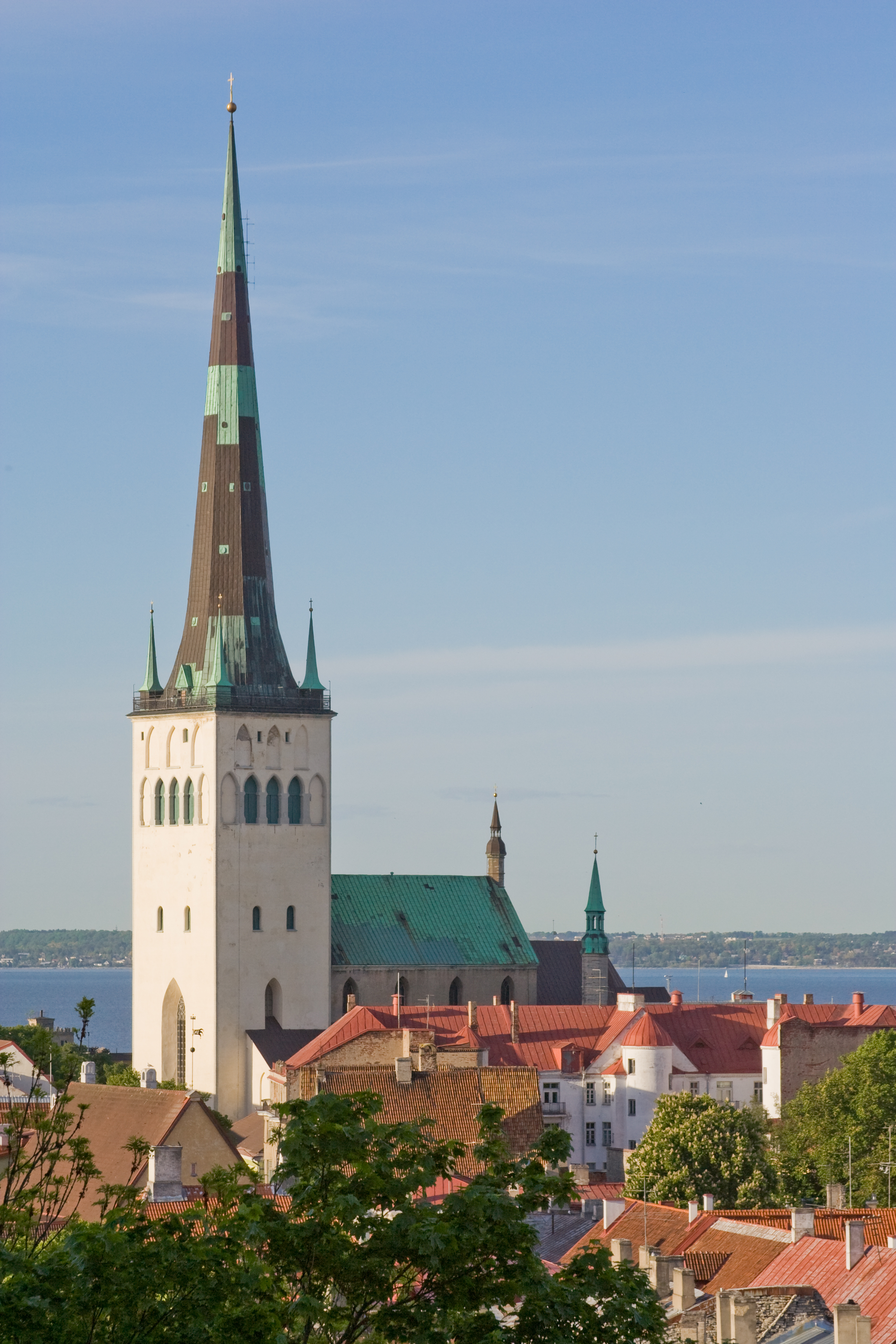
Biserica Sf. Olaf din Tallinn.

Estonia, o zonă protestantă din punct de vedere istoric, este una dintre țările „cele mai puțin religioase” din lume, doar 14% din cetățeni declarând că religia este o parte importantă a vieții lor de zi cu zi. Populația religioasă este predominant creștină și include adepți ai 90 de culte, cei mai numeroși fiind creștinii ortodocși și creștinii luterani. Potrivit lui Ringo Ringvee, „religia nu a jucat niciodată un rol important în luptele politice sau ideologice” și „tendințele care au predominat la sfârșitul anilor 1930 pentru stabilirea unor relații mai strânse între stat și Biserica Luterană s-au încheiat cu ocupația sovietică în 1940”. El afirmă în continuare că „lanțul tradițiilor religioase a fost rupt în cele mai multe familii”, ca urmare a politicii sovietice de propagare a ateismului de stat.
Între recensămintele din 2001 și 2011, cultul ortodox a depășit luteranismul și a devenit cea mai mare confesiune creștină din țară, punând capăt celor câteva secole de predominanță protestantă în cadrul populației creștine a țării. Cu toate acestea, luteranismul rămâne încă cel mai popular grup religios în rândul etnicilor estonieni, în timp ce Ortodoxia este practicată în principal de membrii minorității etnice ruse.

## Istoric

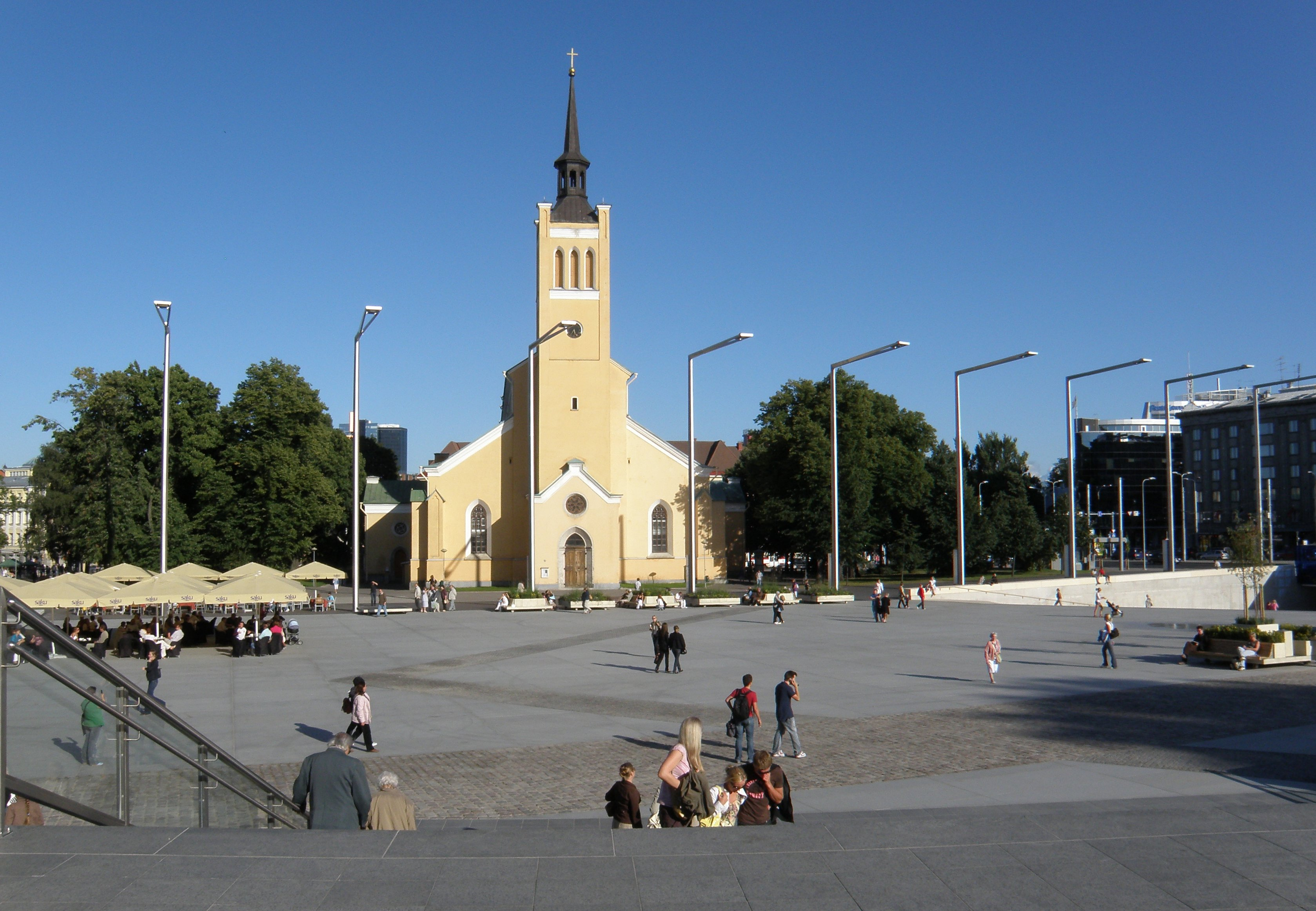
Biserica Sf. Ioan din Tallinn a fost amenințată cu demolarea în timpul ocupației sovietice a Estoniei.

Creștinismul a fost adus în Estonia în secolul al XIII-lea de către cavalerii teutoni, iar în timpul Reformei Protestante Biserica Evanghelică Luterană din Estonia a devenit biserică de stat. Robert T. Francoeur și Raymond J. Noonan au scris că „în 1925, biserica a fost separată de stat, dar educația religioasă a rămas în școli și clerul a fost instruit la Facultatea de Teologie a Universității din Tartu. Odată cu ocupația sovietică și implementarea legislației anticreștine, Biserica a pierdut peste două treimi din clerul ei. Activitățile religioase cu copii și tineret, precum și cele editoriale au fost interzise, proprietatea bisericii a fost naționalizată, iar Facultatea de Teologie a fost închisă”. Aldis Purs, un profesor de istorie la Universitatea din Toronto, scrie că în Estonia, la fel ca în Letonia, unii clerici creștini evanghelici au încercat să reziste politicii sovietice a ateismului de stat prin angajarea în activități anti-regim cum ar fi răspândirea clandestină a Bibliei. Lucrarea intitulată World and Its Peoples: Estonia, Latvia, Lithuania, and Poland, publicată de Marshall Cavendish, afirmă că, în afară de campania antireligioasă sovietică în Estonia, care a mandatat confiscarea proprietăților bisericești și deportarea teologilor în Siberia, multe „biserici au fost distruse în timpul ocupației germane a Estoniei, din 1941 până în 1944, și în al celui de-al Doilea Război Mondial (1939-1945)”. După destrămarea Uniunii Sovietice, această legislație antireligioasă a fost anulată.

## Statistici

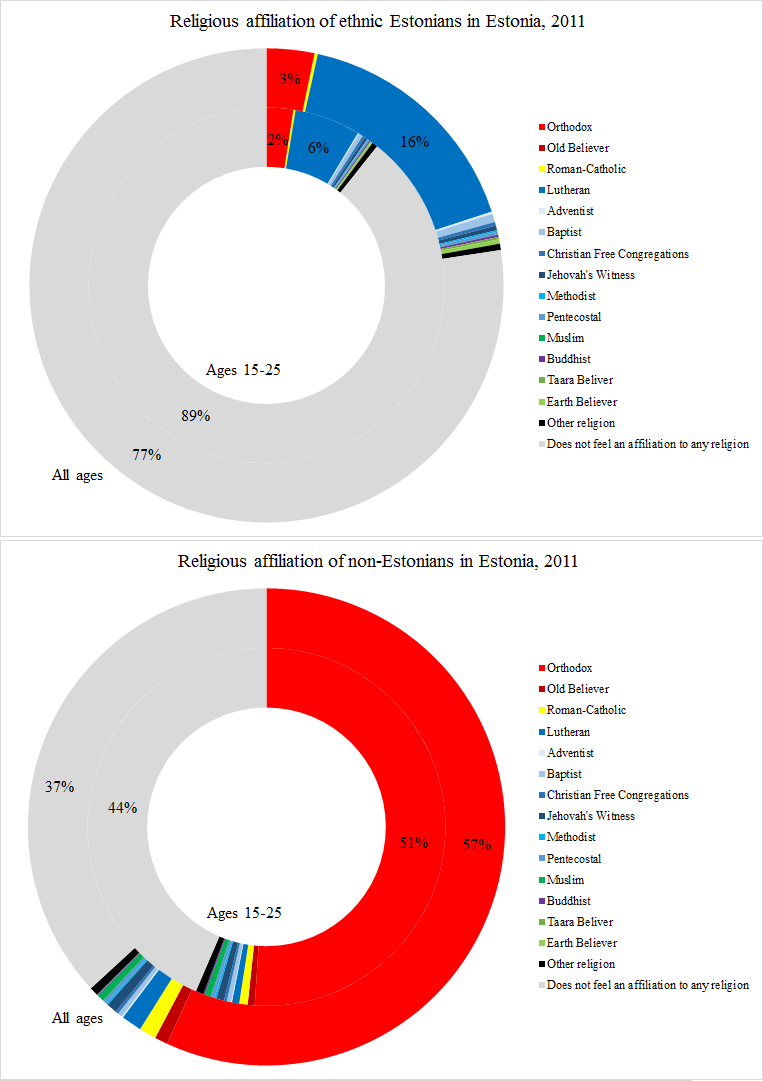
Diferențele religioase între estonieni și neestonieni

Potrivit sondajului Eurobarometer din 2010, 18% dintre cetățenii estonieni au răspuns că "ei cred că există un Dumnezeu", în timp ce 50% au răspuns că "ei cred că este un fel de spirit sau forță de viață" și 29% că "ei nu cred că există nici un fel de spirit, Dumnezeu sau forță de viață ". Aceste rezultate, potrivit studiului, i-ar face pe estonieni poporul cel mai nereligios din cele 25 de țări membre ale Uniunii Europene. Un studiu realizat în perioada 2006-2008 de Gallup a arătat că 14% dintre estonieni au răspuns pozitiv la întrebarea: „Este religia o parte importantă din viața dvs. de zi cu zi?”, care a fost cel mai mic procent existent în cele 143 de țări chestionate.
Noile sondaje despre religiozitate realizate în Uniunea Europeană în 2012 de Eurobarometer au constatat că creștinismul este cea mai importantă religie din Estonia, fiind adoptat de 45% dintre estonieni. Creștinii ortodocși formează cel mai numeros grup creștin din Estonia, reprezentând 17% din cetățenii Estoniei, în timp ce protestanții alcătuiesc abia  6%, iar celelalte grupuri creștine restul de 22%. Necredincioșii-agnosticii reprezintă 22% din populația Estoniei, ateii 15%, iar cei care nu și-au declarat religia 15%.
Mai puțin de o treime din populație se consideră credincioasă; cei mai mulți sunt creștini ortodocși, în special în rândul minorității ruse, sau luterani. Cultul luteran este estimat a avea 180.000 de membri înregistrați în anul 2014. Există, de asemenea, câteva grupuri mici de musulmani, protestanți, evrei și budiști. Organizația Maavalla Koda (taaraism) îi reunește pe adepții religiilor tradiționale animiste. Organizația neopăgână rusă "Vene Rahvausu Kogudus Eestis" este înregistrată în Tartu.

## Recensăminte
Între 2000 și 2011, procentul creștinilor ortodocși a crescut în același timp cu creșterea religiozității în Rusia, în timp ce protestantismul și-a continuat declinul. 
| Religie                     | Recensământul din 2000 | Recensământul din 2000 | Recensământul din 2011 | Recensământul din 2011 |
| Religie                     | Număr                  | %                      | Număr                  | %                      |
| --------------------------- | ---------------------- | ---------------------- | ---------------------- | ---------------------- |
| Creștini ortodocși          | 143,554                | 12.80                  | 176,773                | 16.15                  |
| Creștini luterani           | 152,237                | 13.57                  | 108,513                | 9.91                   |
| Baptiști                    | 6,009                  | 0.54                   | 4,507                  | 0.41                   |
| Romano-catolici             | 5,745                  | 0.51                   | 4,501                  | 0.41                   |
| Martori ai lui Iehova       | 3,823                  | 0.34                   | 3,938                  | 0.36                   |
| Credincioși pe rit vechi    | 2,515                  | 0.22                   | 2,605                  | 0.24                   |
| Congregații creștine libere | 223                    | 0.02                   | 2,189                  | 0.20                   |
| Animiști și neopăgâni       | 1,058                  | 0.09                   | 1,925                  | 0.18                   |
| Credincioși Taara           | 1,058                  | 0.09                   | 1,047                  | 0.10                   |
| Penticostali                | 2,648                  | 0.24                   | 1,855                  | 0.17                   |
| Musulmani                   | 1,387                  | 0.12                   | 1,508                  | 0.14                   |
| Adventiști                  | 1,561                  | 0.14                   | 1,194                  | 0.11                   |
| Budiști                     | 622                    | 0.06                   | 1,145                  | 0.10                   |
| Metodiști                   | 1,455                  | 0.13                   | 1,098                  | 0.10                   |
| Altă religie                | 4,995                  | 0.45                   | 8,074                  | 0.74                   |
| Nereligioși                 | 450,458                | 40.16                  | 592,588                | 54.14                  |
| Nedeclarați                 | 343,292                | 30.61                  | 181,104                | 16.55                  |
| Total1                      | 1,121,582              | 100.00                 | 1,094,564              | 100.00                 |

1Populație, persoane în vârstă de cel puțin 15 ani.